# 赫吕纳曼纳区
赫吕纳曼纳区是冰岛南部区的市镇。市镇面积为1,375平方公里，人口数量为874人（2023年）。